# Michael Clarke (cricket)
Pour les articles homonymes, voir Michael Clarke.
Michael John Clarke est un joueur de cricket international australien né le 2 avril 1981 à Liverpool en Nouvelle-Galles du Sud. Ce batteur débute avec l'équipe de Nouvelle-Galles du Sud en 1999, à l'âge de dix-huit ans. Il est sélectionné pour la première fois avec l'équipe d'Australie en ODI en 2003, puis en Test cricket l'année suivante. À la suite de la retraite internationale d'Adam Gilchrist, en 2008, il devient vice-capitaine de la sélection. Il succède à Ricky Ponting à la tête de celle-ci en 2011, à la fois en test-match et en ODI.

## Bilan sportif

### Principales équipes
|                        | Test        | ODI         | Twenty20 |
| ---------------------- | ----------- | ----------- | -------- |
| Australie              | 2004 -      | 2003 -      | 2005 -   |
|                        | First-class | List A      | Twenty20 |
| Nouvelle-Galles du Sud | 1999-2000 - | 2000-2001 - |          |
| Hampshire              | 2004        | 2004        | 2004     |